# Biffy Clyro
Biffy Clyro er et alternativt rockband fra Skotland. Rockgruppen blev stiftet i Kilmarnock, Skotland i 1995, under navnet Screwfish, men blev senere til det nuværende kunstnernavn Biffy Clyro. Bandet består af Simon Neil (sanger, guitar), James Johnston (bas) og Ben Johnston (trommer). De to sidstnævnte er tvillingebrødre. 
Bandet har netop udgivet deres 5. album, Only Revolutions. Albummet er produceret af Garth Richardson, som også var producer på Puzzle fra 2007. Med i studiet har været et større arsenal af musikere og gæstesolister til at bakke de tre Biffy Clyro-medlemmer op. En af dem der kiggede forbi var Josh Homme fra Queens Of The Stone Age (guitar på "Bubbles").

## Diskografi
Studiealbummer:
| Udgivelsesår | Albumtitel                         |
| ------------ | ---------------------------------- |
| 2002         | Blackened Sky                      |
| 2003         | The Vertigo of Bliss               |
| 2004         | Infinity Land                      |
| 2007         | Puzzle                             |
| 2009         | Only Revolutions                   |
| 2013         | Opposites                          |
| 2016         | Ellipsis                           |
| 2020         | A Celebration of Endings           |
| 2021         | The Myth of the Happily Ever After |